# Diphyus rusticus
Diphyus rusticus là một loài tò vò trong họ Ichneumonidae.